# Flota Estel·lar
La Flota Estel·lar de la Federació o simplement Flota Estel·lar, és una organització fictícia de la franquícia mediàtica de Star Trek. Dins d'aquest univers fictici, la Flota Estel·lar és una força espacial uniformada mantinguda per la Federació Unida de Planetes ("la Federació") com a principal mitjà per dur a terme l'exploració espacial profunda, la investigació, la defensa militar, el manteniment de la pau i la diplomàcia (tot i que la Flota Estel·lar és anterior a la Federació, ja que originalment era una organització terrestre, com ho demostra la sèrie de televisió Star Trek: Enterprise). Tot i que la majoria dels membres de la Flota Estel·lar són humans i la seu ha estat a la Terra, també hi ha representades centenars d'altres espècies. La majoria dels protagonistes de la franquícia són oficials comissionats de la Flota Estel·lar.

## Història
Durant la producció dels primers episodis de la sèrie original, encara no s'havien elaborat diversos detalls de la composició de l'univers Star Trek, inclosa l'autoritat operativa de l'USS Enterprise. Els termes Servei Estel·lar ("La consciència del rei"), Comandament de la Flota Espacial ("El senyor de Gothos"), Agència de Sondes Espacials Unides per a la Terra ("Charlie X" i "Demà és avui"), i Central Espacial ("Miri") es van utilitzar tots per referir-se a l'autoritat operativa de lEnterprise, abans que el terme "Flota Estel·lar" es generalitzés a partir de l'episodi "Consell de guerra" en endavant.
Tanmateix, les referències a l'Agència Unida de Sondes Espacials Terrestres i la seva abreviatura UESPA es troben en episodis de sèries posteriors. Per exemple, la sonda "Friendship One" (llançada, en la línia de temps fictícia, el 2067) està marcada amb les lletres UESPA-1 a l'episodi de "Star Trek: Voyager" de "Friendship One". Altres elements de fons incloïen referències addicionals a la UESPA, com ara l'àlbum familiar del capità Jean-Luc Picard a "Star Trek: Generations". Durant la producció de "Star Trek: Enterprise", alguns dissenys d'insígnies més grans de la Flota Estel·lar incloïen el nom "Agència Unida de Sondes Espacials Terrestres".
Diversos episodis de Star Trek: Enterprise fan referència a la Flota Estel·lar que va començar a operar entre el 2112 i el 2136, quan va finançar la investigació iniciada per Zefram Cochrane i Henry Archer, que va conduir al primer vol reeixit de naus Warp-3 a la dècada del 2140. Es diu que aquesta investigació va evolucionar fins al Programa NX, que va portar a la Flota Estel·lar a llançar la seva primera nau estel·lar amb capacitat Warp 5, Enterprise (NX-01), el 2151, seguida de Columbia (NX-02), el 2155, així com altres naus.

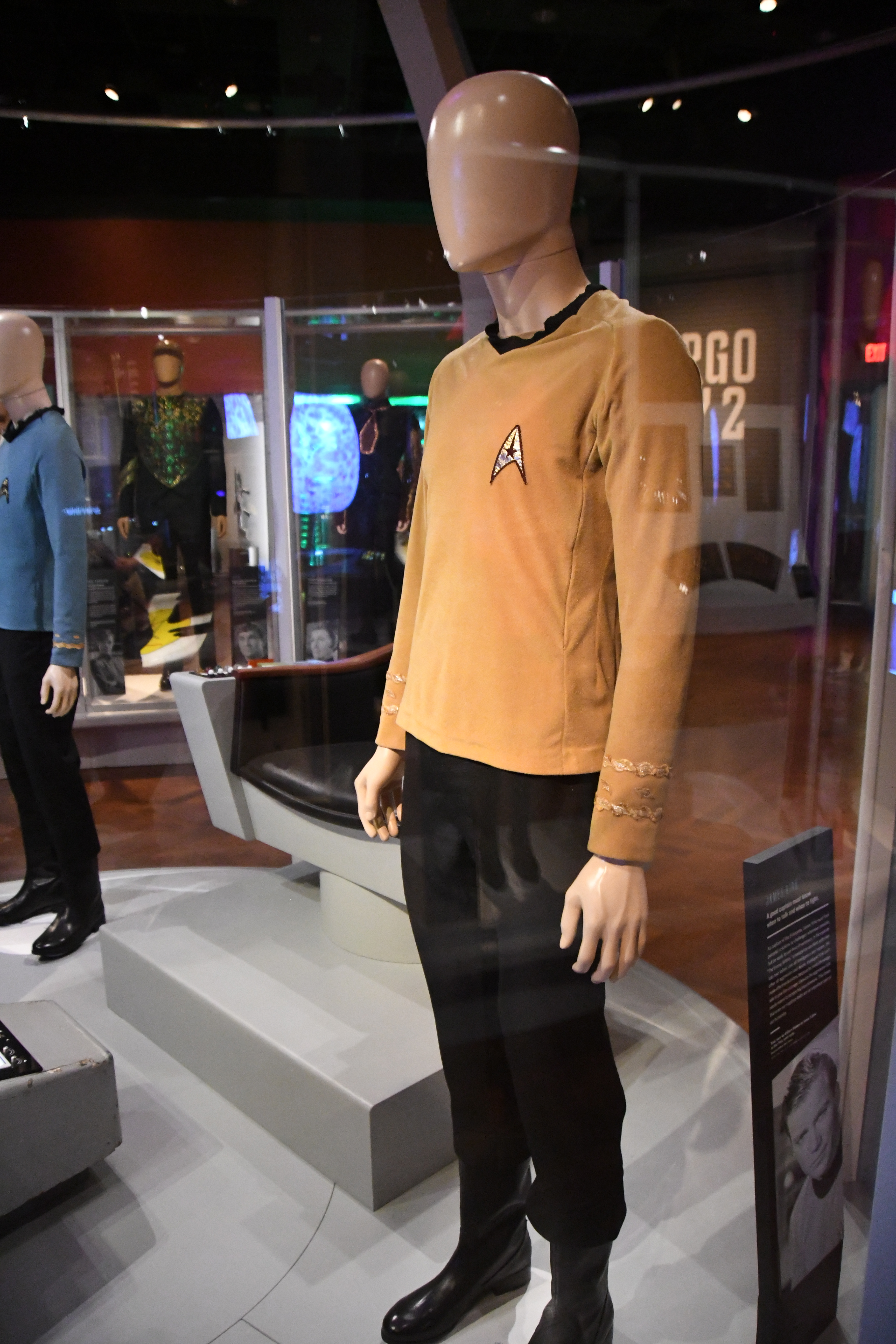
Uniforme del Capità Kirk (Museu Henry Ford)

La Flota Estel·lar actua sota la Primera Directiva, una política de no interferència amb els mons pre-curvatura, com ara la interferència en la seva política interna. Es diu que això no és una construcció humana, sinó que prové de polítiques implementades originalment pels vulcanians, que consideraven l'assoliment de la velocitat de curvatura per part d'una civilització alienígena com la raó per fer primer contacte amb ells. Això era per evitar qualsevol incident desafortunat durant els viatges espacials, així com per evitar interferir en el desenvolupament natural d'una civilització. La Primera Directiva i les polítiques de primer contacte de la Flota Estel·lar són al centre de diversos episodis de cada sèrie de "Star Trek" i de la pel·lícula Star Trek: First Contact.

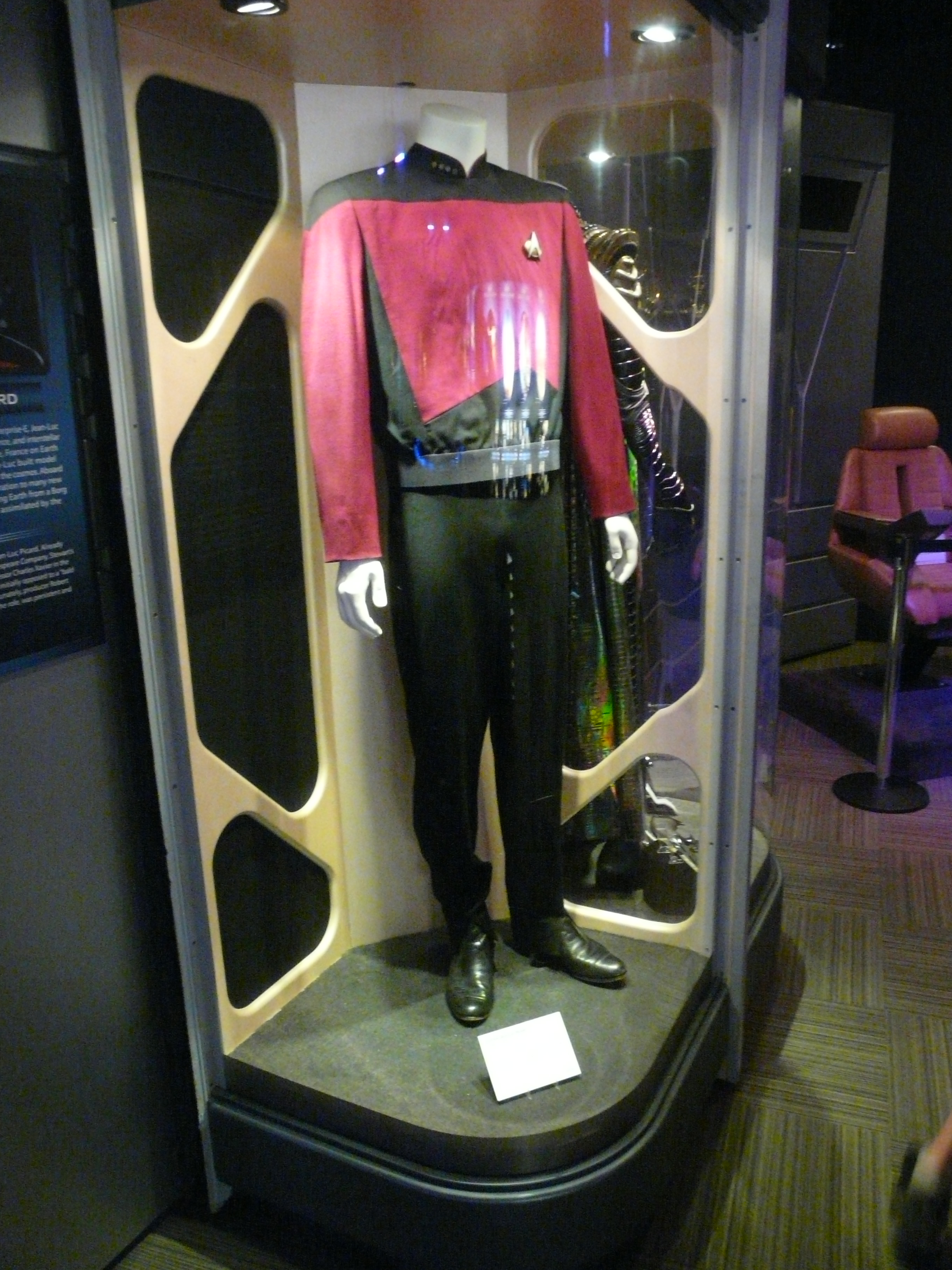
Uniforme del Capità Picard

Es mostra que la seu de la Flota Estel·lar es troba a la Terra, al nord-est del Pont Golden Gate, a la zona actual de Fort Baker. L'Acadèmia de la Flota Estel·lar es troba a la mateixa zona. A més, diversos episodis mostren la Flota Estel·lar operant una sèrie de bases estel·lars per tot el territori de la Federació, com a instal·lacions terrestres o com a estacions espacials en òrbita planetària o a l'espai profund. Un exemple és Espai Profund 9, una estació prop d'un forat de cuc comandada per Benjamin Sisko després del seu trasllat des de l'Imperi Cardassià.

## Missió
S'ha demostrat que la Flota Estel·lar s'encarrega de missions científiques, defensives i diplomàtiques, tot i que el seu mandat principal sembla ser l'exploració pacífica en la recerca de vida conscient, com es veu a les declaracions de missió de les diferents encarnacions de l'USS Enterprise. La nau insígnia de la Flota Estel·lar sovint es considera la nau estel·lar USS Enterprise.

## Components
La Flota Estel·lar té molts components, incloent-hi:

### Acadèmia de la Flota Estel·lar
Ja a l'original Star Trek, els personatges fan referència a assistir a lAcadèmia de la Flota Estel·lar. Sèries posteriors l'estableixen com un centre d'entrenament d'oficials amb un programa educatiu de quatre anys. El campus principal es troba a prop de la seu de la Flota Estel·lar en el que ara és Fort Baker, Califòrnia.

La insígnia delta icònica del servei a bord de les naus estel·lars de la Flota Estel·lar. Aquesta versió porta una estrella allargada per designar la divisió de comandament.

### Comandament de la Flota Estel·lar
El Comandament de la Flota Estel·lar és la seu/centre de comandament de la Flota Estel·lar. El terme "Comandament de la Flota Estel·lar" s'utilitza per primera vegada a l'episodi Consell de guerra de Star Trek: La sèrie original. La seva seu es representa a Fort Baker, a l'altra banda del Golden Gate des de San Francisco, a Star Trek: La pel·lícula i Star Trek IV: Missió salvar la Terra. Des de l'altra banda del Golden Gate, amb vistes al Comandament, hi ha la seu permanent del Consell de la Federació Unida de Planetes en el que ara és el Presidio de San Francisco. Al llarg de la franquícia Star Trek, l'aïllament dels personatges principals del Comandament de la Flota Estel·lar els obliga a prendre decisions i actuar sobre aquestes sense les ordres ni la informació del Comandament de la Flota Estel·lar, sobretot a Voyager quan els protagonistes principals no tenen cap mitjà de contactar amb la Terra durant alguns anys.

### Drassanes de la Flota Estel·lar
StarTrek.com assenyala que moltes de les naus de la Flota Estel·lar estan construïdes a Mare Island, prop de San Francisco. Afirma:
Situades a l'Illa Mare de San Francisco, amb instal·lacions addicionals de muntatge de naus estel·lars situades en òrbita terrestre, les Drassanes de la Flota Estel·lar de San Francisco són el lloc on es va construir l'USS Enterprise NCC-1701 el 2245. El capità Robert April, el primer comandant de l'Enterprise, va ser present a les Drassanes de la Flota Estel·lar de San Francisco quan es van construir i preparar els components principals de la nau per al seu muntatge a les instal·lacions del dic sec orbital de la Flota Estel·lar (episodi, "The Counter-Clock Incident").
Es descriu que l'Enterprise-D i l’USS Voyager  van ser construïts en una drassana anomenada Utopia Planitia a l'òrbita de Mart. Utopia Planitia va servir com a drassana principal de la Flota Estel·lar durant gran part de la seva existència. Després que l'Enterprise-D es trobés amb els Borg a l'episodi "Què Q?", la mida de les drassanes d'Utopia Planitia es va duplicar per por d'un atac Borg. Es van tornar a duplicar després que l'amenaça del Domini es fes més evident. Un atac devastador a aquestes drassanes és un punt important de la trama de Star Trek: Picard.
A la pel·lícula del 2009, es mostra lEnterprise en construcció prop de la casa de James T. Kirk a Iowa. A la seqüela de seqüela del 2013, Montgomery "Scotty" Scott descobreix unes instal·lacions clandestines de la Flota Estel·lar, prop de Júpiter, on s'ha construït una nau de guerra de la Federació molt més gran, l'USS Vengeance.

### Cos d'Enginyers de la Flota Estel·lar
El Cos d'Enginyers de la Flota Estel·lar s'esmenta en diversos episodis juntament amb projectes com ara el buidatge del complex de laboratori subterrani dins de l'asteroide Regula I a Star Trek 2: La còlera del Khan, el disseny del runabout de classe Yellowstone a la línia de temps alternativa a l'episodi Star Trek: Voyager "Non Sequitur", i la ideació d'una defensa contra l'arma amortidora d'energia Breen a l'episodi Star Trek: Deep Space Nine "When It Rains…". Com a resultat d'aquests èxits, els enginyers de la Flota Estel·lar es van guanyar la reputació de mestres indiscutibles de l'adaptació i la modificació tecnològica. Com assenyala un sequaç del Domini a l'episodi de Star Trek: Deep Space Nine, "Rocks and Shoals", els enginyers de la Flota Estel·lar tenen fama de ser capaços de "convertir roques en replicadors".
A més, Pocket Books ha publicat una sèrie de llibres electrònics i novel·les de la sèrie Starfleet Corps of Engineers.

### Intel·ligència de la Flota Estel·lar
La Intel·ligència de la Flota Estel·lar és una agència d'intel·ligència de la Federació Unida de Planetes, que s'encarrega de l'espionatge nacional i estranger, el contraespionatge i la seguretat de l'estat. A les novel·les no canòniques de Star Trek: New Frontier, la protagonista de la sèrie, Mackenzie Calhoun, va ser una agent de la Intel·ligència de la Flota Estel·lar.

### Jutge Advocat General de la Flota Estel·lar
El Jutge Advocat General de la Flota Estel·lar (o JAG) és la branca encarregada de supervisar els assumptes legals dins de la Flota Estel·lar. Diversos episodis giren al voltant o impliquen oficials i procediments del JAG:
- El capità James T. Kirk és l'acusat a l'episodi de TOS "Consell de guerra".[4]
- Data participa en una audiència del JAG per determinar si és propietat de la Flota Estel·lar a l'episodi de TNG "La mesura humana".[4]
- Se celebra una audiència per decidir si s'extradeix Worf als klingon a l'episodi de Star Trek: Deep Space Nine "Rules of Engagement".[4]
- A "Doctor Bashir, I Presume?", un contraalmirall del JAG organitza l'empresonament de Richard Bashir, i la retenció d'una comissió de la Flota Estel·lar per part del seu fill Julian Bashir, com a càstig per les millores genètiques il·legals que es van donar a Julian quan era nen.[4]

El diàleg a "Consell de guerra" revela que es pot convocar un consell de guerra en absència de qualsevol oficial del JAG per tres oficials de nivell de comandament que el presidiran. A més, el diàleg a "La mesura humana" indica que la pèrdua d'una nau estel·lar condueix automàticament a un consell de guerra del JAG (això és similar als procediments militars del món real, en què es convoca un consell de guerra per registrar la pèrdua de la nau al registre oficial). Es van celebrar consells de guerra després de la pèrdua de l'USS Pegasus i l'USS Stargazer. A l'episodi de Voyager "Paral·laxi", Tuvok afirma que la capitana té l'autoritat per dur a terme un consell de guerra a la nau, donada la circumstància que la nau està aïllada de la Federació.

### Servei Mèdic de la Flota Estel·lar
El Servei Mèdic de la Flota Estel·lar és la branca mèdica de la Flota Estel·lar.
Gates McFadden, que interpretava la Dra. Beverly Crusher, va deixar Star Trek: La nova generació durant la seva segona temporada. El personatge es descriu durant aquesta temporada, i després del seu retorn, com a assignat a Servei Mèdic de la Flota Estel·lar.

### Operacions de la Flota Estel·lar
Nombroses plaques de dedicació de naus estel·lars identifiquen altre personal associat amb Operacions de la Flota Estel·lar. El contraalmirall James T. Kirk va servir 18 mesos com a Cap d'Operacions de la Flota Estel·lar.

### Seguretat de la Flota Estel·lar
Seguretat de la Flota Estel·lar és una agència de la Flota Estel·lar a la qual es fa referència en diversos episodis de Star Trek: La nova generació i Star Trek: Deep Space Nine. La Seguretat és una branca de la Flota Estel·lar introduïda per primera vegada a la Star Trek original. Els personatges principals de les sèries posteriors han estat agents de seguretat.

### Tàctica de la Flota Estel·lar
Tàctica de la Flota Estel·lar és un departament de la Flota Estel·lar que rarament s'esmenta i que és responsable de planificar estratègies defensives, així com de participar en la investigació i el desenvolupament d'armes.

## Diferents espècies a la Flota Estel·lar
Tot i que els humans són els membres de la tripulació que es veuen més sovint a la pantalla, es mostra que la Flota Estel·lar està composta per individus de més de 150 espècies, i els vulcanians són potser els extraterrestres més comuns que es veuen.
Ja a TOS, l'USS Enterprise i altres naus tenen una tripulació d'espècies mixtes, tot i que això no sembla ser una regla absoluta; per exemple, l'episodi "La síndrome d'immunitat" fa referència a l’USS Intrepid com si tingués una tripulació totalment vulcaniana. L'episodi de Star Trek: Deep Space Nine "Take Me Out to the Holosuite" també presenta una tripulació d'aquest tipus, servint a bord de l'USS T'Kumbra.
D'acord amb aquesta idea, Star Trek: Enterprise, en les seves dues primeres temporades, va ser l'única sèrie que va tenir una tripulació completament humana, ja que es va ambientar abans de la formació de la Federació, tot i que la nau portava el Dr. Phlox, un denobulà que servia en un programa d'intercanvi mèdic, i T'Pol, que aleshores servia com a observadora de l'Alt Comandament Vulcà.
Star Trek: La nova generació va veure la introducció del primer oficial klíngon de la Flota Estel·lar. Altres races, com ara bolians, betazoides i trill, es van veure, i se'ls van donar papers més centrals, en sèries posteriors; Alguns d'aquests, en particular els klíngons, havien estat mostrats com a enemics en episodis anteriors.
Diversos episodis mostren que la ciutadania de la Terra/Federació no és una condició prèvia necessària per unir-se a la Flota Estel·lar. Es mostra que T'Pol de Vulcà és la primera oficial no humana de la Flota Estel·lar, que rep una comissió com a comandant després de la missió xindi i la seva dimissió de l'Alt Comandament Vulcanià. Fins i tot després de la formació de la Federació, la ciutadania no era necessària; diversos oficials són de planetes que no formen part de la Federació. Per exemple, l'alferes Ro Laren de Star Trek: TNG, una bajorana a bord de l'USS Enterprise-D; la seva companya bajorana Kira Nerys, que va ser comissionada com a comandant de la Flota Estel·lar perquè pogués ajudar la resistència cardassiana durant la Guerra del Domini; i el ferengi Nog, que entra a l'Acadèmia de la Flota Estel·lar a la quarta temporada de Star Trek: Deep Space Nine; tots eren de planetes no membres. A més, Quinn i Icheb de Star Trek: Voyager van parlar d'unir-se a la Flota Estel·lar.
Un exemple del procés imaginat pels guionistes es dóna quan el personatge Nog intenta sol·licitar l'admissió a l'Acadèmia. Se li diu que, com que és d'un món no membre (Ferenginar), necessita una carta de recomanació d'un oficial de nivell de comandament abans que la seva sol·licitud pugui ser considerada, amb la implicació que aquest és el procediment estàndard per a tots els sol·licitants de la Flota Estel·lar que no són de la Federació.
A l'Univers Expandit de Star Trek, es representa un exemple del que normalment esdevé de l'exèrcit d'un nou món membre de la Federació quan la Milícia Bajorana s'integra a la Flota Estel·lar després de l'entrada de Bajor a la Federació.

## Insígnia
La insígnia de la Flota Estel·lar s'ha inspirat en la sardineta, que s'utilitza àmpliament en aeronàutica, i particularment en la insígnia de la NASA

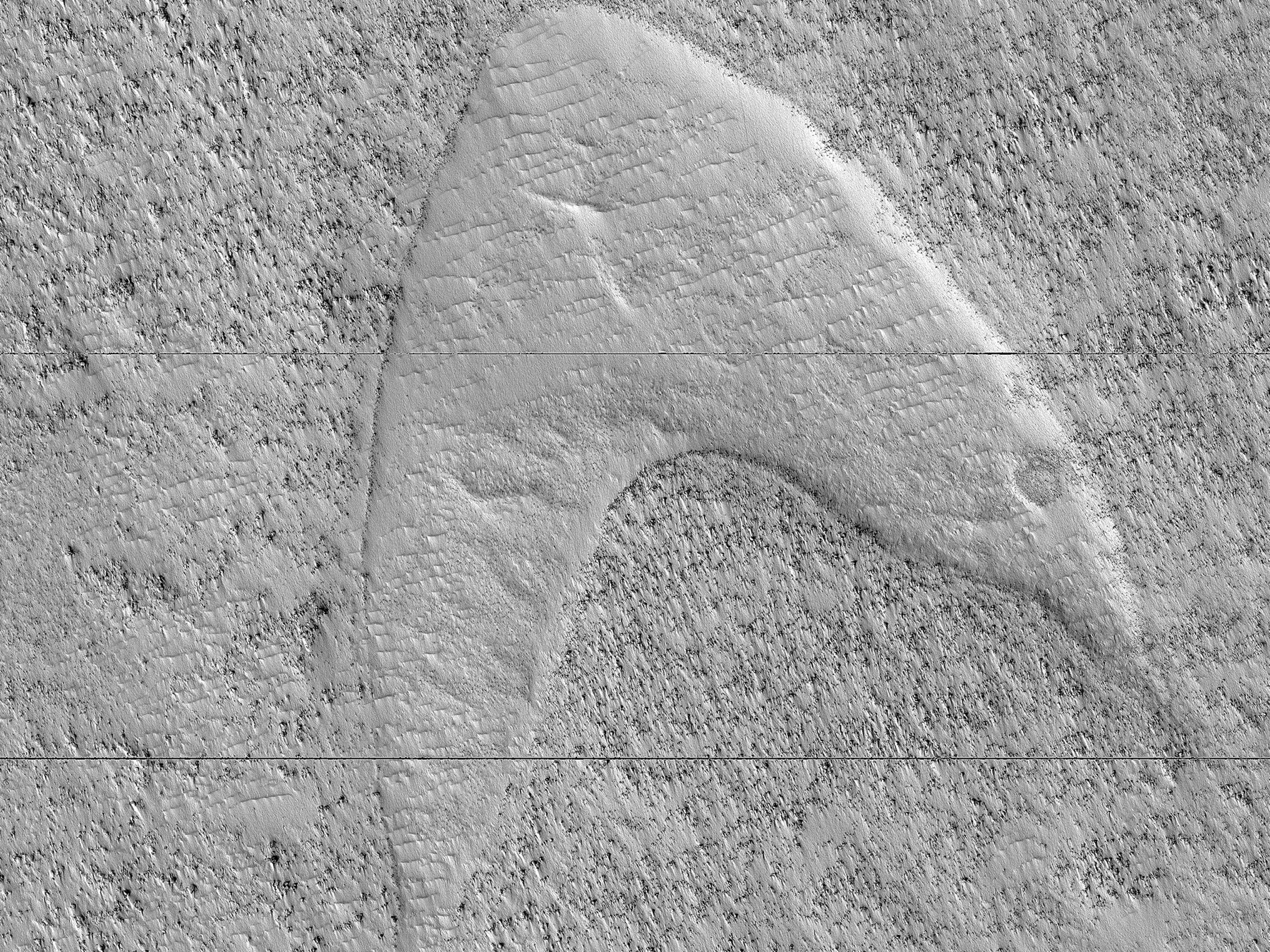
Dunes de Mart simulant la insígnia de la Flota Estel·lar.